# Bulimulus duncanus
Bulimulus duncanus és una espècie de gastròpode eupulmonat terrestre de la família Orthalicidae, endèmic de les Galàpagos.

## Hàbitat
Viu als boscos tropicals i subtropicals secs.

## Distribució geogràfica
És un endemisme de l'illa de Pinzón (Illes Galápagos, l'Equador).

## Estat de conservació
Les seues principals amenaces són la destrucció del seu hàbitat per les activitats humanes, la introducció d'espècies exòtiques i els canvis climàtics causats per El Niño.